# Tomohiro Wanami
Tomohiro Wanami (jap. 和波 智広 Wanami Tomohiro; ur. 27 kwietnia 1980) – japoński piłkarz występujący na pozycji pomocnika.

## Kariera klubowa
Od 1999 do 2007 roku występował w klubach Shonan Bellmare, Consadole Sapporo i Vissel Kobe.